# Sueños de San José

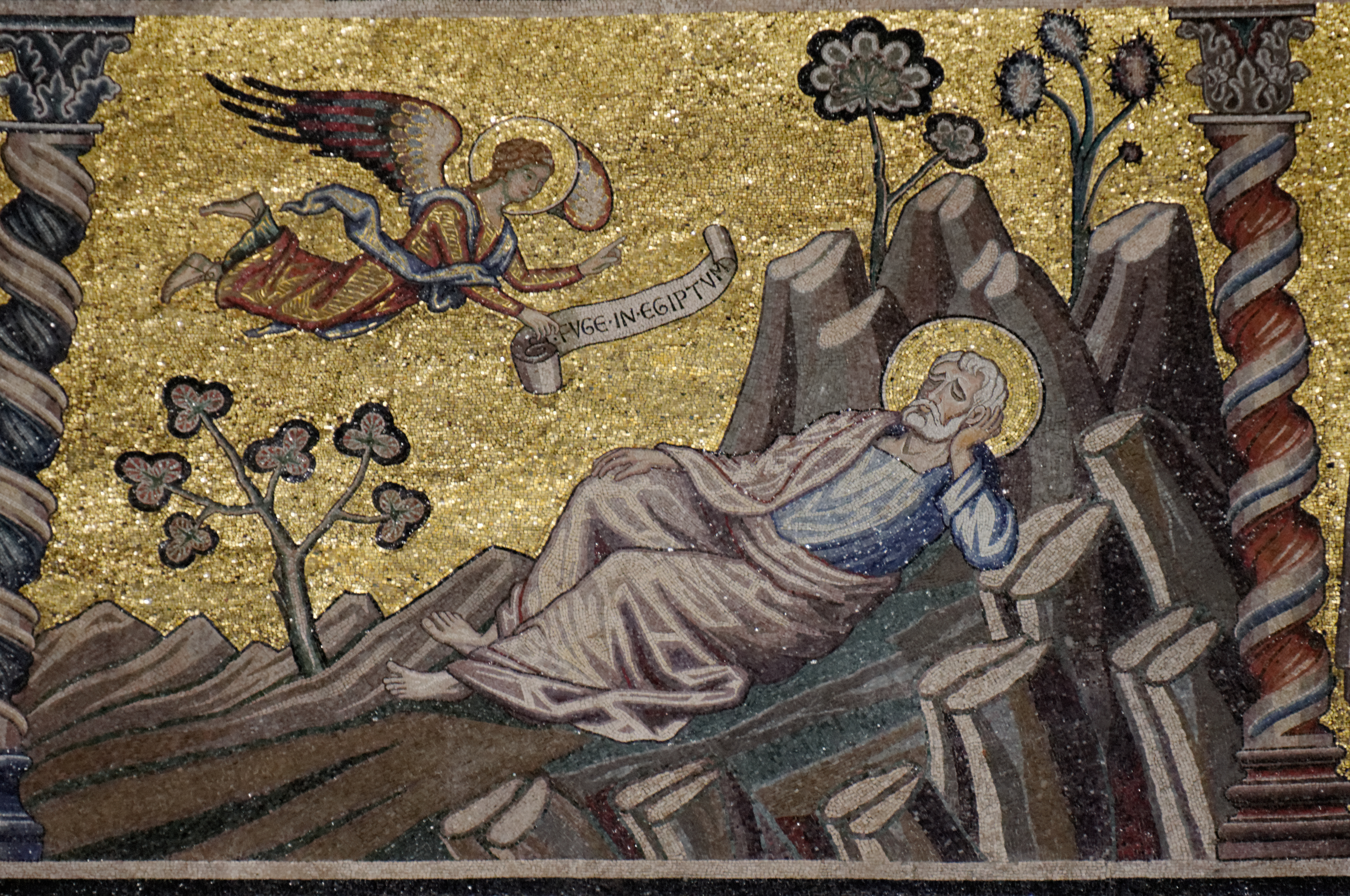
El segundo sueño, tal y como muestra el texto en la bandolera del ángel: "Huye a Egipto", mosaico del, Baptisterio de Florencia

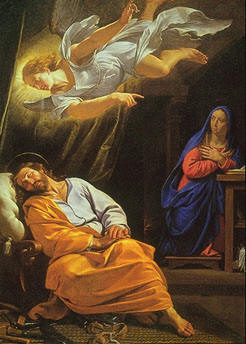
El Sueño de San José, de Philippe de Champaigne.

Los sueños de San José son cuatro sueños descritos en el Evangelio de Mateo del Nuevo Testamento en los que  san José, el padre legal de Jesús, recibe la visita de un ángel del Señor y recibe instrucciones específicas y advertencias de un peligro inminente. Los cuatro sueños se remontan al período en torno a la Natividad de Jesús y sus primeros años de vida, entre el inicio del embarazo de María y el regreso de la familia de la Huida a Egipto. A menudo se distinguen por orden: "el primer sueño de José", etc. En especial en historia del arte, el primero puede ser referido como la Anunciación a José.

## Relatos bíblicos
Los cuatro sueños son los siguientes:
- Primer sueño: En 1:20-21, se le dice a José que no tema desposar a María, porque ella ha concebido por el Espíritu Santo. (Véase también la Anunciación en 1:26-38, cuando un ángel visita a María y ella acepta concebir "por el poder del Altísimo").
- Segundo sueño: En 2:13, José es advertido para abandonar Belén y huir a Egipto.
- Tercer sueño: En 2:19-20, estando en Egipto, se le dice que es seguro volver a Israel.
- Cuarto sueño: En 2:22, debido a que había sido advertido en un sueño, José despierta para partir a la región de Galilea en lugar de ir a Judea.

## Comentario
Roger Baxter, en sus Meditaciones reflexiona sobre el segundo sueño, escribiendo: "Reflexiona sobre los detalles de esta orden. 
1. El ángel ordena en nombre de Dios, que es el Señor supremo.
2. No da la orden a María, aunque ella era la más digna; sino a José, porque era el jefe de la familia, y su superior ordinario.
3. Se le apareció mientras dormía, con lo que aprendemos que, incluso al dormir, Dios ejerce cuidado sobre nosotros y siempre vela por nuestro bien.
4. Le dice que tome al Niño y a su madre, sin sñadir más. ¡Oh, que Jesús y María fueran su único cuidado! 5. Les asigna su lugar de destierro. Aprende, por tanto, a no elegir por tí, sino a recibir todo en forma ordinaria de la providencia de Dios, y como si viniera de sus manos, en lo que hace al lugar, empleo, prosperidad y adversidad."[2]

## En el arte
Los sueños han sido representados a veces en el arte, pero nunca fueron los temas más comunes de la Vida de Cristo en el arte o de la Vida de la Virgen. A menudo no es claro de qué sueño está hablando. El segundo sueño es quizá el más representado, y sin otra indicación, se supone que ese es el tema. Si la Virgen María está allí (pero no el niño Jesús), especialmente si está visiblemente embarazada o se muestra girando, esto sugiere el primer sueño, que suele mostrar un escenario interior, y este puede sugerir el segundo sueño, al igual que el ángel que señala fuera del espacio de la imagen, instando a José a salir. Las herramientas de su taller de carpintería se muestran a menudo a su alrededor, indicando quizá el segundo sueño, aunque lógicamente no parece haber razón para que no estén presentes también en el primer y tercer sueño. La presencia del buey o del asno de la escena de la Natividad sugiere el segundo sueño. A falta de un lugar en la secuencia, de un texto inscrito, un título o un decorado que muestre un escenario en Egipto, los sueños tercero y cuarto pueden descartarse en general cuando hay incertidumbre.

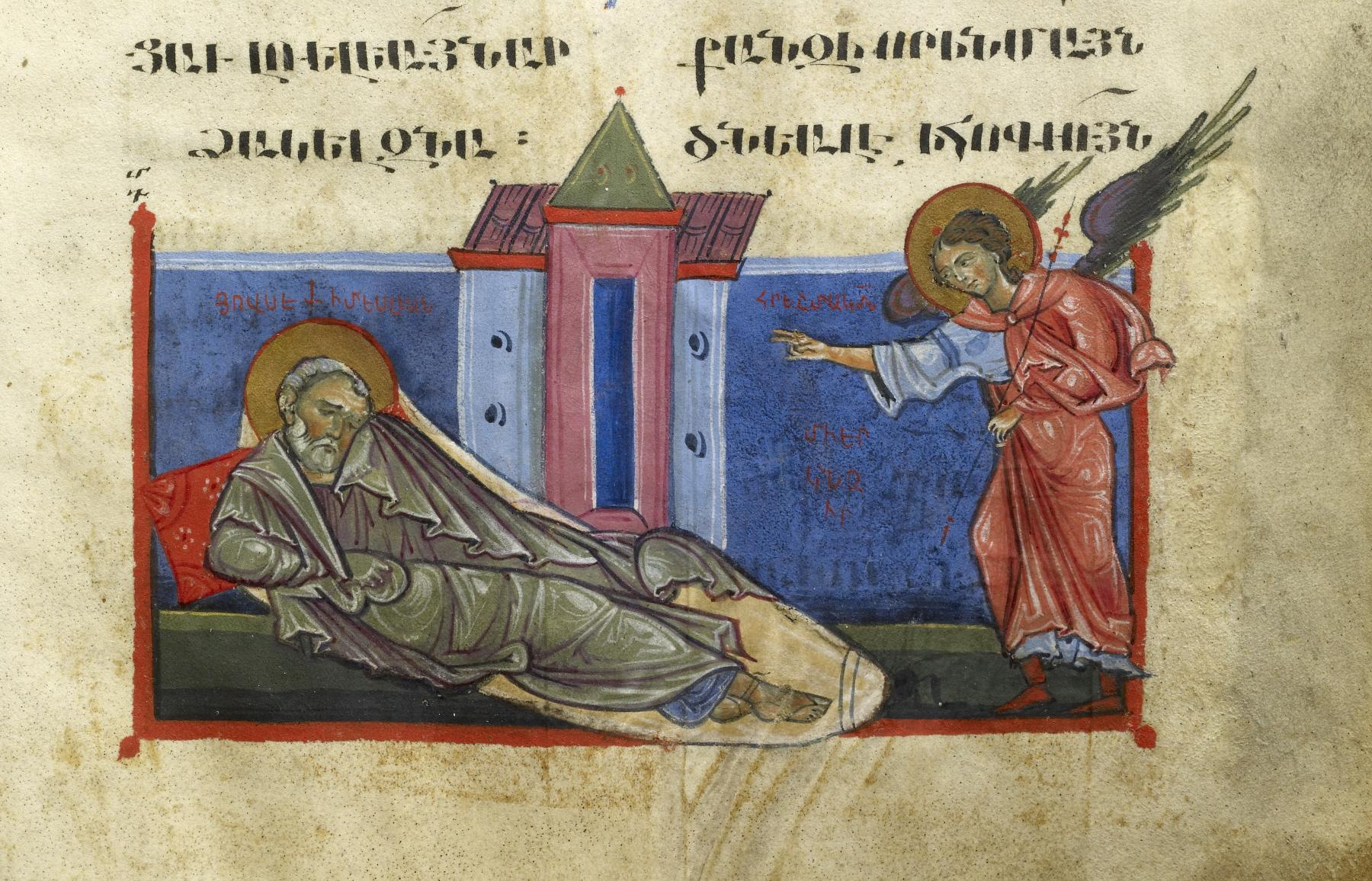
Toros Roslin, 1262
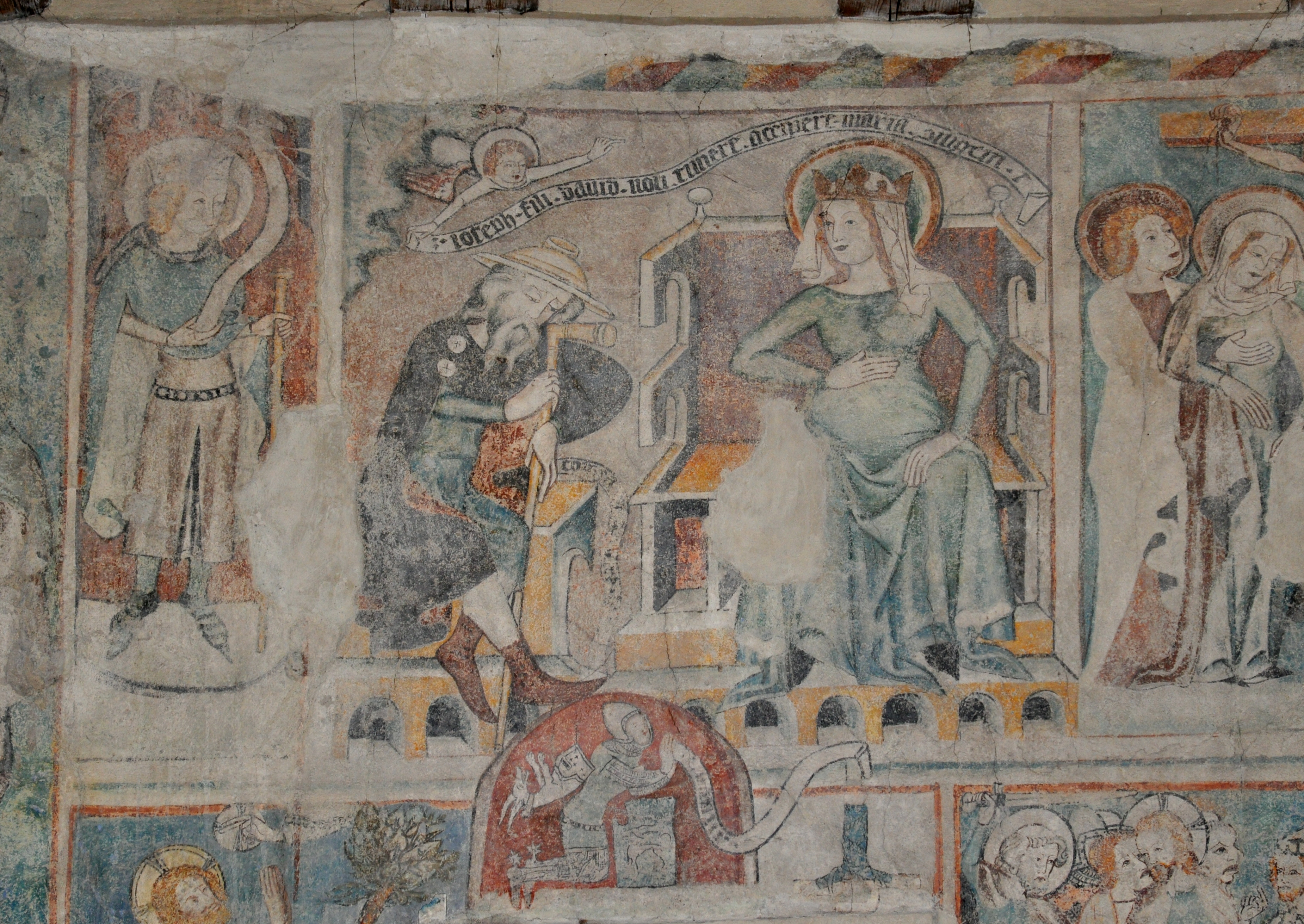
El primer sueño, representado por la banderola del ángel , fresco, 1360
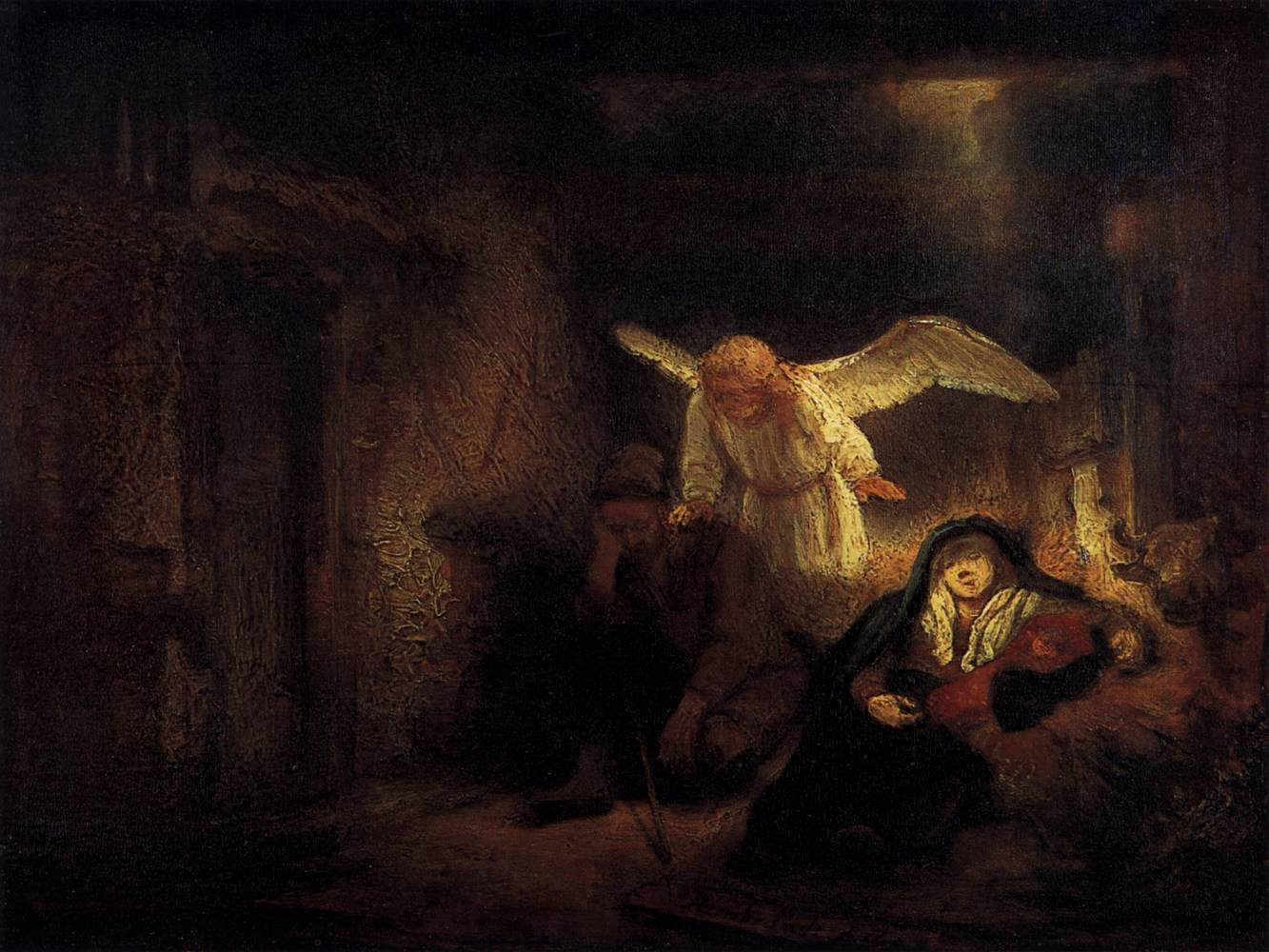
Segundo sueño, Rembrandt y taller, 1645, con buey
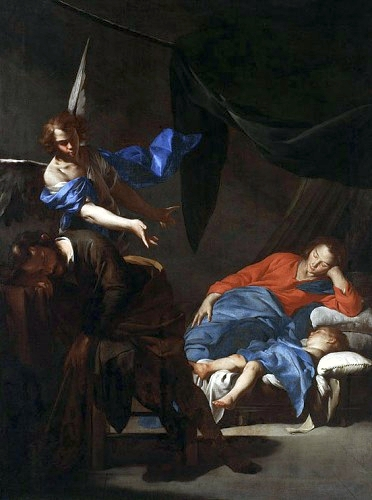
Bernardo Cavallino , c. 1645. Dado el tamaño de Jesús y el alojamiento básico, este podría ser el tercer sueño.
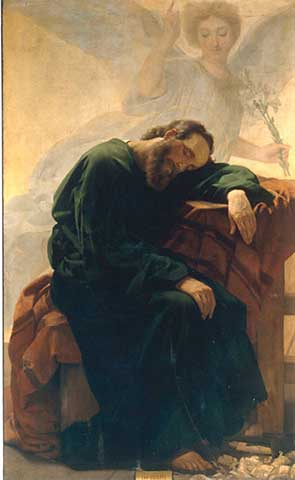
Antonio Ciseri, siglo XIX, probablemente el 1er sueño.
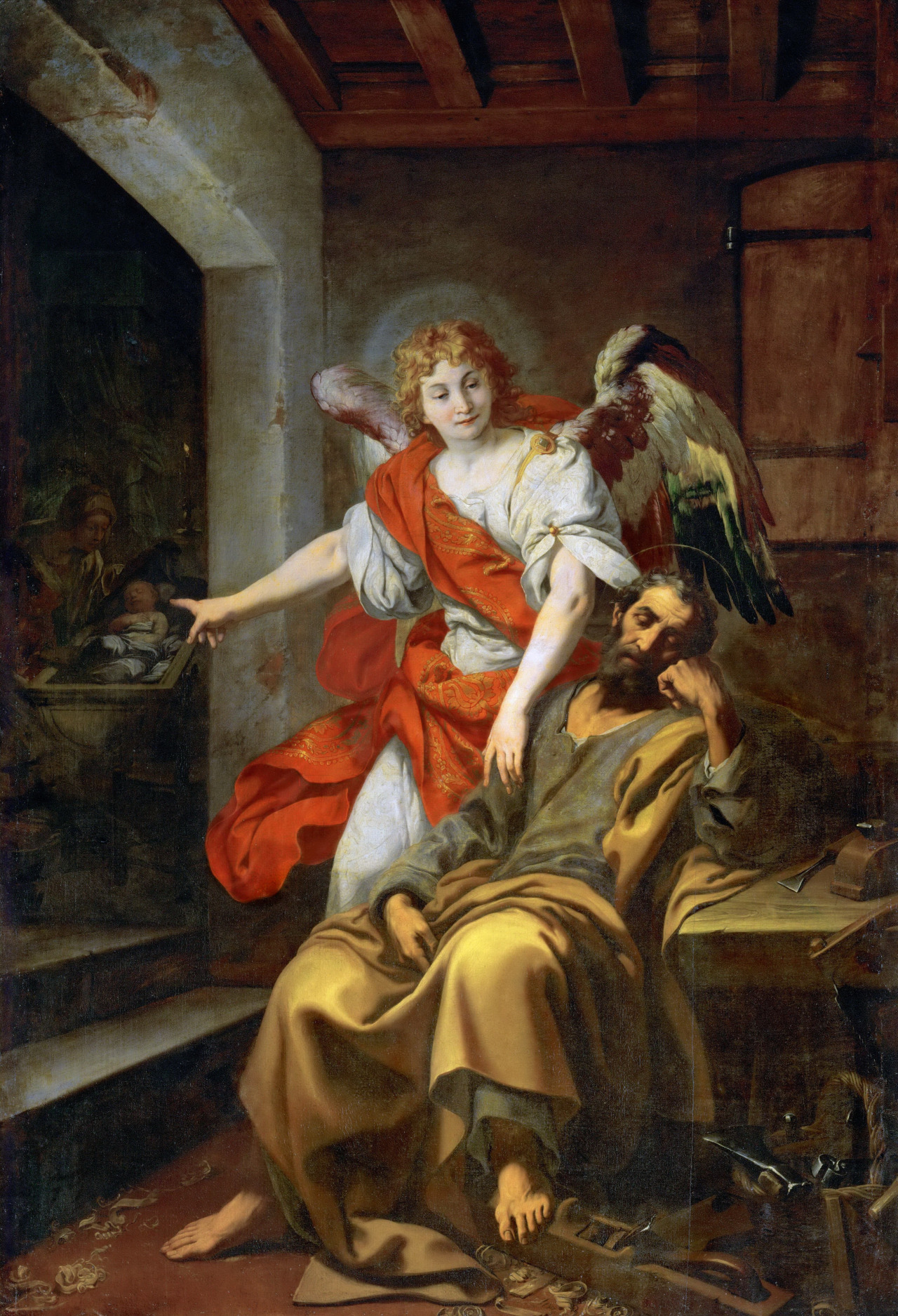
El segundo sueño, de Daniele Crespi, 1620-1630. De vuelta en el taller de Nazaret, pero Jesús en la habitación de la izquierda parece todavía un bebé.
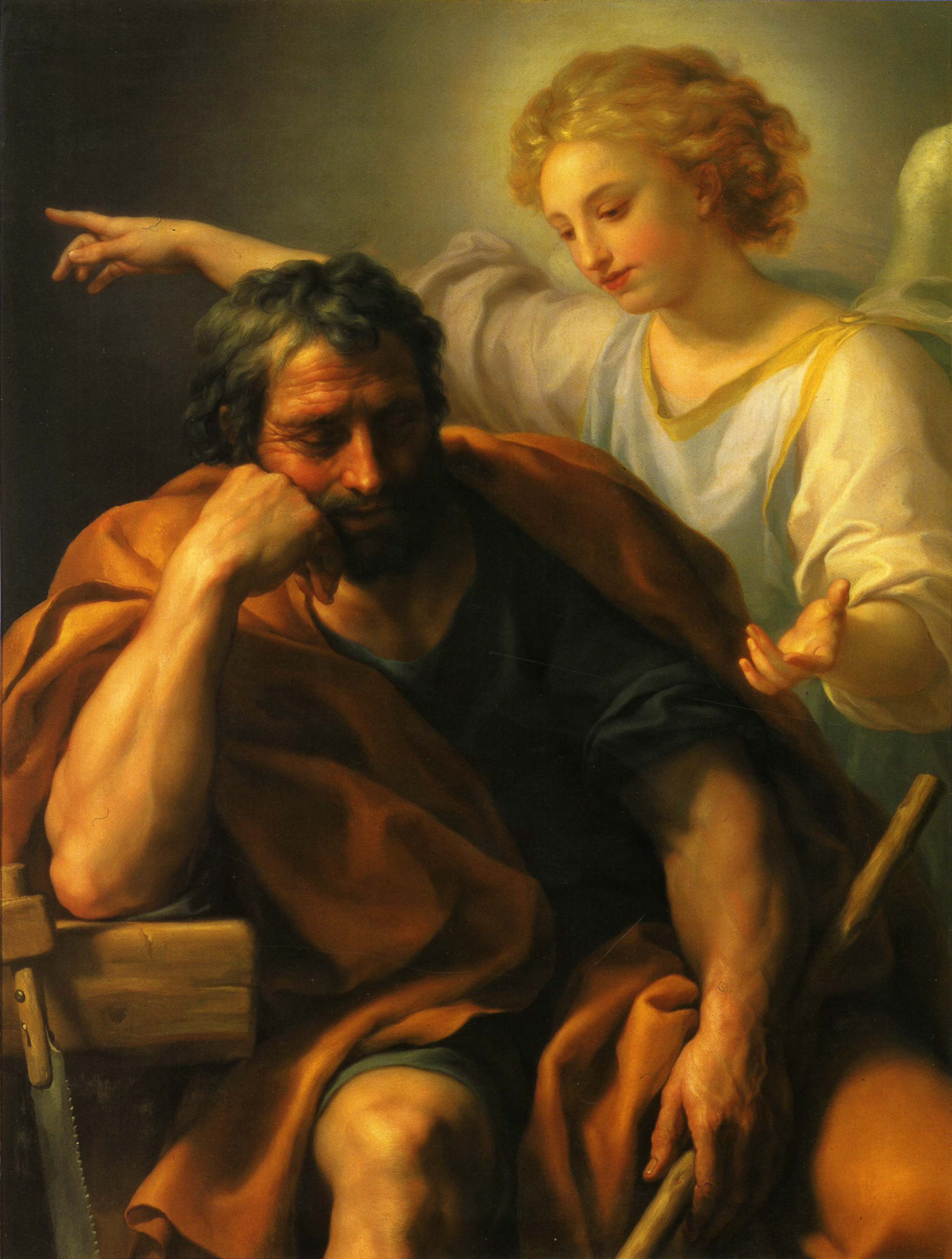
Mengs siglo XVIII
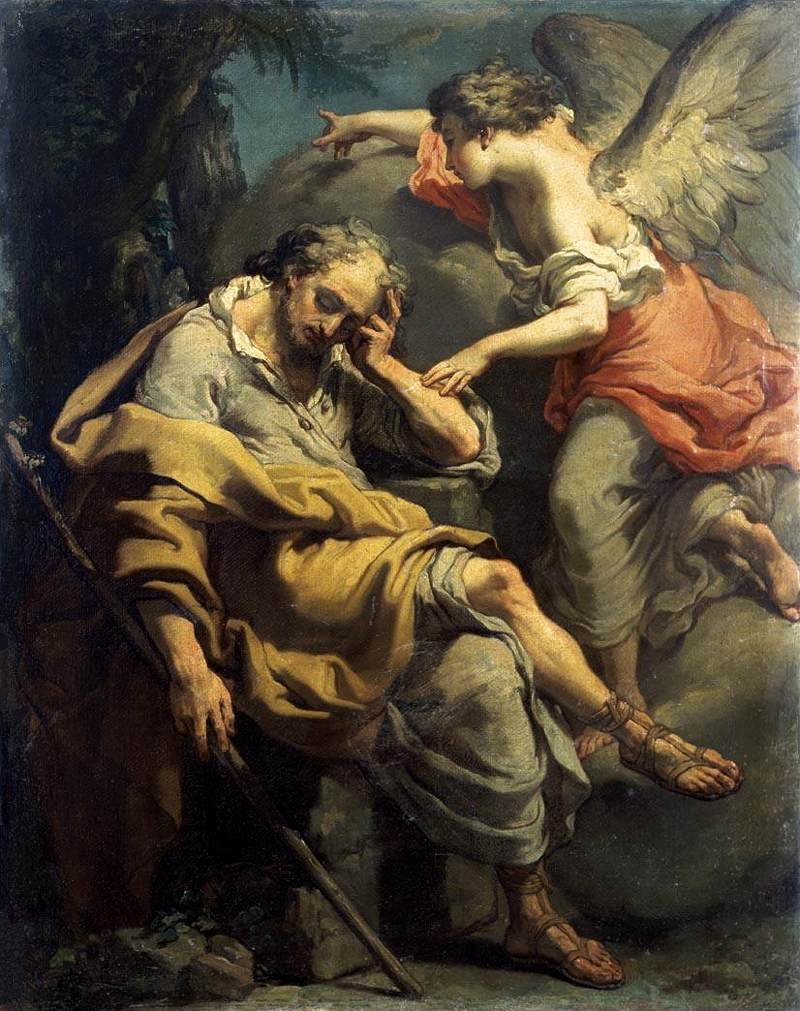
Gaetano Gandolfi, c. 1790

### Dependencia con artículos
- El sueño de José (Crespi), 1620s, segundo sueño
- Sueños de José (Rembrandt, 1645)
- Sueños de José, (Estudio de Rembrandt, 1650–1655)
- Sueño de san José, (de La Tour, 1628–1645)